# Prázdný graf
V teorii grafů se termínem prázdný graf označuje takový graf, jenž nemá žádný vrchol ani hranu.

## Definice
Graf {\displaystyle G=(V,E)} je prázdný, pokud {\displaystyle V=\{\emptyset \}} a {\displaystyle E=\{\emptyset \}}. Tedy {\displaystyle G=(\emptyset ,\emptyset )}.